# 毗濕奴獸屬
毗濕奴獸（學名：Vishnutherium iravadicum）是一個已經滅絕的物種，屬於長頸鹿科，生存於中新世的的緬甸。